# Portnipa Peak
Portnipa Peak är en bergstopp i Antarktis. Den ligger i Östantarktis. Norge gör anspråk på området. Toppen på Portnipa Peak är 2 665 meter över havet.
Terrängen runt Portnipa Peak är huvudsakligen kuperad, men den allra närmaste omgivningen är bergig. Trakten är obefolkad. Det finns inga samhällen i närheten. 